# 39 Korpus Obrony Powietrznej (ZSRR)
39 Korpus Obrony Powietrznej – wyższy związek taktyczny wojsk obrony powietrznej Sił Zbrojnych ZSRR i Federacji Rosyjskiej.
W latach 90. XX w. przeformowany w 94 Dywizję Obrony Powietrznej w Irkucku.

## Struktura organizacyjna
W latach 1991–1992
- dowództwo – Krasnojarsk
- Brygada Rakietowa Obrony Powietrznej
- pułk rakietowy OP – Angarsk
- 169 Brygada Radiotechniczna – Irkuck
- 35 pułk radiotechniczny – Krasnojarsk